# Selvagryllus
Selvagryllus is een geslacht van rechtvleugeligen uit de familie krekels (Gryllidae). De wetenschappelijke naam van dit geslacht is voor het eerst geldig gepubliceerd in 2006 door Otte.

## Soorten
Het geslacht Selvagryllus omvat de volgende soorten:
- Selvagryllus eltriunfo Gorochov, 2011
- Selvagryllus foraminatus Saussure, 1878
- Selvagryllus olmecus Saussure, 1897
- Selvagryllus spizon Otte, 2006
- Selvagryllus tibialis Saussure, 1897